# Les Sept Minutes
Les Sept Minutes est un recueil de nouvelles policières de Georges Simenon publié en 1938 chez Gallimard.

## Historique
Cette série de trois nouvelles mettant en scène l’inspecteur G.7 est écrite à bord de l’Ostrogoth, le cotre fécampois propriété de l’auteur, soit en juin 1930, soit possiblement en 1931 (à Morsang-sur-Orge dans le sud de l’Île-de-France).  
Ces nouvelles doivent à l'origine paraître séparément dans la collection illustrée et à vocation populaire Phototexte, sous le titre de série « G7 », après la publication en  1931 de l'ouvrage lançant la collection : La Folle d'Itteville. Mais celui-ci n'ayant pas rencontré le succès espéré, leur éditeur Jacques Haumont suspend les sorties des trois nouvelles prévues et en vend les droits à la N.R.F. Gallimard les regroupe en 1938 sous le titre Les Sept Minutes, et les réédite en 1965 sous le titre initial du recueil : G7. 
D'autre part, la nouvelle La Nuit des sept minutes est adaptée au théâtre sous le titre Le Pavillon d’Asnières et rencontre un franc succès.

## Liste des nouvelles du recueil
- Le Grand Langoustier[1]
  - À Porquerolles, le soleil est lourd, sans gaieté et rend l’atmosphère épaisse comme un sirop. Trois femmes y ont disparu. On soupçonne M. Henry, un vieux briscard qui s’est retiré dans une propriété au bout de l’île où il fait pousser des bananiers en compagnie d’un « Amiral » gorgé de whisky depuis des années. L’inspecteur G7, pour enquêter, s’y fait inviter. Quelqu’un crie dans les fourrés inextricables, un coup de fusil passe très près. M. Henry installe des pièges à fauve tout autour de la maison pour la nuit. Un nommé Baptiste, celui qui sait tout sur tout le monde, s’y fait prendre. Et la vérité apparaît : M. Henry, l’Amiral et Baptiste ont jadis dépouillé un riche américain et tué son majordome. Mais Baptiste, qui s’estimait lésé dans le partage a mûri longuement sa vengeance : faire disparaître des estivantes, en s’arrangeant pour que tout désigne M. Henri et l’Amiral comme les coupables.
- La Nuit des sept minutes[2]
  - Une lettre anonyme est confiée à l’inspecteur G7 : l’ancien général Morotzov va être assassiné ce soir dans son pavillon. G7 veille toute la nuit devant la porte avec un agent à l’arrière de la maison. Et pourtant le matin, il découvre le cadavre de Morotzov, une balle en pleine poitrine. Au lieu de s’intéresser vraiment à l’affaire, G7 préfère courtiser la fille de Morotzov. Et quelques mois plus tard, il comprend enfin ce qui s’est passé. Mais il n’en dit rien, et démissionne de la police.
- L’Énigme de la « Marie-Galante »[3]
  - La première affaire de G7 devenu détective privé semble rocambolesque : un cadavre de femme trouvé dans le réservoir d’eau douce d’une goélette désarmée, mais qui a quitté le port de Fécamp de nuit, en fraude et sans lumières. Mais pourquoi l’armateur de ce navire, connu pour son avarice extrême,  a-t-il embauché un détective privé, alors que la police est déjà sur l’affaire ? G7 soupçonne que c’est surtout pour être renseigné sur les progrès de l’enquête officielle. Pour vérifier son hypothèse, il se déclare enrhumé et ne quitte plus son hôtel. Ce qui déclenche des réactions bizarres, permettant de faire surgir une vérité surprenante.

## Particularités
- L'inspecteur G7 est également présent dans Les 13 énigmes et dans La Folle d'Itteville.
- L'intrigue de La nuit des sept minutes reprend, sous une forme réduite et remaniée, celle d'une courte fiction intitulée L. 53 et publiée sous le pseudonyme de Georges Sim en 1929.

## Éditions
- Édition originale : Gallimard, 1938
- Tout Simenon, tome 20, Omnibus, 2003  (ISBN 978-2-258-06105-7)
- Folio Policier n° 398, 2005  (ISBN 978-2-07-031949-7)
- Nouvelles secrètes et policières, tome 1, 1929-1938, Omnibus, 2014  (ISBN 978-2-258-10750-2)

## Adaptation
- 1943 : Le Pavillon d’Asnières, pièce en trois actes de Charles Méré et Robert Ancelin, mise en scène par Robert Ancelin, d'après la nouvelle La Nuit des sept minutes, avec Robert Ancelin, Rognoni, Jacques Varennes, Jacques Mattler, Jean Coste, Jeanne Reinhart et Claudie de Sivry.